# Tite Kubo
Noriaki Kubo (japonsky 久保 宣章, uměleckým jménem Tite Kubo) (* 26. června 1977, Prefektura Hirošima, Japonsko) je japonský mangaka. Proslavil se hlavně díky manga sérii Bleach, které se prodalo v roce 2013 více než 82 milionů kopií.

## Život
Narodil se jako syn člena městského koncilu ve Fuchu v prefektuře Hirošima. Na základní škole se rozhodl, že se stane mangakou, a po přečtení mangy Saint Seiya se v tom utvrdil. Jeho prvotinou byl "Ultra Unholy Hearted Machine", kterou napsal pro Šúkan šónen Jump v roce 1996. Napsal také svou první mangu Zombiepowder, který byl ve Šúkan šónen Jump publikován v roce 1999. Tato manga měla 27 krátkých kapitol, než jí v roce 2000 zrušili. V souladu s autorovým komentářem, byl ve fázi několika emočních traumat, když Zombiepowder psal. Později uvedl, že nebyl zvyklý na pravidelné týdenní vydávání časopisu a že spíše věnoval více pozornosti komentářům editora, než svým vlastním nápadům.
Jeho následující série, Bleach o středoškolském studentovi, který se stane Šinigami a bude bojovat s nestvůrami zvanými Hollow, se začala vydávat v témže časopise v roce 2001. Zpočátku předpokládal, že série nebude pokračovat déle, než pět let. Originální koncept příběhu byl nabídnut Šúkan šónen Jump po zrušení Zombiepowder, ale byl zamítnut. Akira Torijama, tvůrce Dragon Ballu, si příběh přečetl a napsal mu povzbuzující dopis. V červnu 2013 Bleach dosáhl 556. kapitoly, a v anime adaptaci se v Japonsku začal vysílat v roce 2004. Manga byla jmenována jako vítěz ceny Shogakukan Manga ve své kategorii za rok 2004. Kubo a Makoto Macubara spolupracovali na dvou novelizacích série Bleach, které byly publikovány nakladatelstvím Shueisha pod svým názvem Jump Books. Film Bleach byl v Japonsku uveden do kin 16. prosince 2007, následovaný druhým dílem 22. prosince 2007, třetím 13. prosince 2008 a čtvrtým 4. prosince 2010. Objevuje se ve 112. episodě japonského programu rádi Bleach B-Station. Kubo dělal interview s Masakazu Moritou, který dabuje Ičiga Kurosakiho, hlavní postavu Bleache a odpovídá na pár otázek od fanoušků. 26. července 2008 poprvé vyjel do Spojených států amerických, aby se objevil na comic-conu v San Diegu.